# Мобінг
Мо́бінг (знущання, від англ. mob — юрба) — систематичне цькування, психологічний терор, форми зниження авторитету, форма психологічного тиску у вигляді цькування співробітника у колективі, зазвичай з метою його звільнення.[джерело?]
Уперше явище описано на початку 80-х рр. XX ст. Німецький фахівець в галузі індустріальної психології Хайнц Лейманн після проведених досліджень у скандинавських країнах описав мобінг і охарактеризував його як психологічний терор, що включає систематично повторюване вороже й неетичне поводження одного або декількох людей, спрямоване проти іншої людини, в основному однієї.

## Форми вияву мобінгу
- приховування позитивної інформації про особу,
- ізоляція жертви в колективі,
- обливання брудом, свідоме і систематичне, поширення принизливих пліток,
- безперестанна і негативна критика,
- висміювання,
- окрики (часто прилюдні і немотивовані),
- доноси керівництву, тривалі наклепи
- підступне заохочення на бік агресорів керівництва тощо.

## Ескалація цькування
Мобінг особливо розповсюджений в середовищі офісних працівників. Процес виживання містить у собі п'ять фаз: перша — наявність тривалого й невирішеного конфлікту, друга — агресивні дії й ворожі відносини. На третій фазі в конфлікт утягується керівництво й інші співробітники, переслідуваний піддається наклепу. На четвертій фазі на робітника ставиться клеймо, і насамкінець — звільнення.
Профспілки німецької корпорації IG Metall установили, що в 33 % випадків нападником є керівництво. Підлеглий допускає спровоковані помилки, які гіперболізуються й представляються як такі, що майже звели фірму до катаклізму.

## Вивчення проблеми цькування
У книзі «Насильство на роботі» («Violence at Work»), виданою Міжнародною організацією праці (ООН) в 1998 р. мобінг наводиться в одному переліку з вбивствами, зґвалтуваннями й пограбуваннями. Пояснення цьому таке: необразливий на перший погляд у порівнянні з іншими видами фізичного насильства мобінг іноді закінчується у жертви зведенням рахунків з життям.
У розвинених капіталістичних країнах поступово привчаються протистояти мобінгу легітимними методами. У січні 2002 р. Франція ввела антимобінговий закон. У канадській провінції Квебек і в Колумбії прийняте законодавство проти агресії на робочому місці. А Німеччина визнала, що мобінг створює умови, які призводять до різних захворювань. У Швеції керівники підприємств повинні так організувати працю, щоб запобігти й не допустити психологічного терору на робочому місці. З появою ознак мобінгу роботодавець зобов'язаний вжити контрзаходи.

## Заздрість і цькування в школі
Найвразливіші до цькування діти і школярі. Недостатня соціалізація дітей і школярів провокує їх на цькування картавих, ліворуких, дітей з поганим зором, слабких від природи, дітей із заїканням, з ознаками хвороби на обличчі і відкритих частинах тіла тощо.
Цькування майже гарантовано дітям і підліткам що мають дві або комплекс фізичних вад. Діти і підлітки ближче до природного егоїзму і жорстокості, ніж свідомі дорослі. Є чимало дітей і підлітків, що не пізнали совісті і співчуття до ближнього. Тому конфлікти у дітей і цькування жертв мають характер маломотивований і невиправданий з висоти досвіду і логіки дорослих.
Цькування у підлітків особливо небезпечні через незавершений процес входження у світ дорослих. Вікова психологія підлітків потребує теплих і дружніх стосунків з однолітками, базується на копіюванні в одязі, в поведінці, у відповідності першій шкалі цінностей, в прагненні мати в шкільному оточенні авторитет, найкращого друга. Підліткова жертва цькування автоматично позбавляється цього важливого комплекса, що призводить до психологічних травм, пригніченості, ігнорування школи, процес дорослішання уповільнюється і набуває непередбачуваностей чи хвороб. Підлітки часто не здатні самотужки розв'язати конфлікт з однолітками і це проблема вчителів, шкільних психологів і батьків (якщо ті прагнуть бути авторитетами хоча би для власних дітей). Забагато батьків, що не люблять власних дітей і не піклуються про власний авторитет.
Важливим фактором, провокуючим цькування, була і залишається заздрість. Її відносять до базових емоцій людини, тобто вона повсюдна, неважливо — відкрита чи прихована. Яскраві вияви цькування — слабкосилих, неспортивних відмінників, неагресивних «ботаніків» з боку підлітків без здібностей, без доброї пам'яті, дітей з проблемних родин і холодних до них батьків. Цькування в навчальних закладах посилюються у періоди суспільних і державних негараздів, в періоди економічних криз і різких розмежувань за грошовим станом і добробутом. Завжди є особи з підвищеними самооцінками, що мало що роблять, але вважають себе ображеними успішністю інших. Успішний стає жертвою наклепів, спроб приниження його здібностей і авторитета, доносів, спроб крадіжок його особистих речей чи їх пошкодження, іноді крадіжок його грошей тощо. Особливу увагу слід приділяти особам з кримінальним минулим, з психічними збоченнями і агресивним. Власну нікчемність ці особи виміщають на здібних і неагресивних. Мала помилка чи незнання чогось стають приводом для цькування і самоствердження з боку прихованого злочинця і психопата.

## В Україні
Донині мобінг в Україні не мав суттєвого соціально-наукового аналізу та чіткого законодавчого визначення. 4 березня 2019 року до Верховної Ради було подано законопроєкт № 10118 «про внесення змін до деяких законодавчих актів України щодо протидії мобінгу», яким передбачається відповідальність за цькування на роботі.
1 грудня 2022 року Верховна рада ухвалила закон, що встановлює адміністративну відповідальність за мобінг.